# I Want You (She's So Heavy)
〈I Want You (She's So Heavy)〉는 존 레논(레논-매카트니)이 쓴 비틀즈의 곡이다. 이 곡은 비틀즈의 1969년 음반 《Abbey Road》에서 1면을 마감한 곡이다.

## 참여 인원
Ian MacDonald 당 인원.
- 존 레논 – 리드와 하모니 보컬, 멀티 트랙 리드 기타, 모그 신시사이저
- 폴 매카트니 – 하모니 보컬, 베이스 기타
- 조지 해리슨 – 하모니 보컬, 리듬 기타, 멀티 트랙 리드 기타
- 링고 스타 – 드럼, 콩가, 윈드머신[4]
- 빌리 프레스턴 – 해먼드 오르간